# ベルギー王立天文台
ベルギー王立天文台（ベルギーおうりつてんもんだい、仏: Observatoire royal de Belgique, 蘭: Koninklijke Sterrenwacht van België）は、ベルギー ブリュッセル首都圏地域のユックルにあるベルギー王立の天文台。1826年、アドルフ・ケトレーの勧めを受けたネーデルラント連合王国の国王ウィレム1世がサン＝ジョス＝タン＝ノードに設立したことに始まる。1890年に現在の場所に移転された。20世紀前半には当時世界最大級の望遠鏡であった口径100cmのツァイス反射望遠鏡が設置されていた。アストログラフなど様々な天文機器や地震計を所有している。
主な活動は以下の通り
- 基準系とジオダイナミクス
- 天体観測と天体力学
- 天体物理学
- 太陽物理学

小惑星1276 Uccliaは、この街と天文台にちなんで名付けられた。また16908 Groeselenbergは、天文台がある丘にちなんで名付けられた。

## 沿革
1823年、アドルフ・ケトレーはブリュッセルに天文台を設置するようネーデルラント連合王国の政府に最初の陳情をおこなった。1826年、ウィレム1世はブリュッセルに天文台を設立する詔書に署名、1827年にサン＝ジョス＝タン＝ノードで建設が始まった。気象観測は早くから始められたが、天文関連の機器の搬入・設置は遅々として進まなかった。ケトレーは1828年に天文台の天文官に任命された。
ベルギー独立革命の際には、王立天文台の周辺でも戦闘が起こった。ケトレーは新政府の下でもその地位を守り、1832年からは天文台に住み込んで観測を始めた。1834年、ついに建物と観測機器が完成した。ベルギー独立後の1839年には、ベルギー王国初代国王レオポルド1世によって「ブリュッセル王立天文台 (蘭: Koninklijke Sterrenwacht van Brussel)」とされた。1874年のケトレーの死後は、息子のエルネストがあとを継いだ。
1876年に天文台の台長に就任したジャン・シャルル・ウーゾーは、就任後すぐにユックルへの移転と天文学部門を気象学部門から切り離すことを計画し始めた。政府が予算を増額したことで、ウーゾーは科学スタッフを増員するとともに観測機器を全面的に更新した。1882年には、金星の太陽面通過を観測するためにベルギー初の天文観測隊をチリのサンチャゴとアメリカテキサス州サンアントニオに派遣した。1883年にユックルで新しい天文台の建設が始まったが、同年にウーゾーが辞任したことから移転は遅れ、完成したのは1890年から1891年にかけてのことであった。移転してから後は名称が「ベルギー王立天文台」と改められた。
1900年に台長に任命されたジョルジュ・ルコインテの指揮の下、1901年に地震学的調査が始められ、1906年には最初の気象観測気球が打ち上げられた。ベルギーは、Carte du CielとAstrographic Catalogueに参加し、観測は1964年まで続けられた。1913年、気象部門はついに独立した組織、王立気象研究所となった。第一次世界大戦後の1920年から1922年まで一時的に天文電報中央局が置かれ、ルコインテがその責任者を務めていた。
1936年に台長に就任したウジェーヌ・デルポルトは、1941年に南アフリカ共和国のダニエル・デュトワ、旧ソ連のグリゴーリー・ネウイミンとともにデュトワ・ネウイミン・デルポルト彗星を発見した。この後、王立天文台ではアラン彗星、アラン・リゴー彗星、アラン・ローラン彗星と計4つの彗星が発見されている。
1981年からは、太陽黒点指数の世界的なデータセンターであるSIDC (Solar Influences Data Analysis Center, 太陽黒点指数資料センター) が置かれている。
王立天文台プラネタリウムは、ブリュッセルの北部地域のヘイゼル高原に置かれている。
アマチュア天文家としても知られたボードゥアン1世は王立天文台に強い関心を抱いており、死後彼を讃える像が入り口の外に掲げられた。

## 発見した小惑星のリスト
| (120140) 2003 GB21  | 2003年4月3日   | list |
| (172419) 2003 GD21  | 2003年4月4日   | list |
| (174625) 2003 ST76  | 2003年9月19日  | list |
| (175069) 2004 GU28  | 2004年4月15日  | list |
| (182910) 2002 EP99  | 2002年3月2日   | list |
| (186664) 2003 YA30  | 2003年12月18日 | list |
| (206440) 2003 SC210 | 2003年9月25日  | list |

| (217332) 2004 RS79             | 2004年9月8日   | list |
| (247727) 2003 GC21             | 2003年4月4日   | list |
| (260089) 2004 KO17             | 2004年5月27日  | list |
| (271133) 2003 SU76             | 2003年9月19日  | list |
| (323074) 2002 TS96             | 2002年10月10日 | list |
| (436000) 2009 FE46             | 2009年3月17日  | list |
| Minor Planet Center as of 2016 |                |      |